# Aristodemos von Kyme
Aristodemos mit dem Beinamen Malakos (der Weichliche), altgriechisch: Άριστόδημος Μαλακός, war Tyrann von Kyme (Cumae), der durch seine militärischen Siege ca. 524 und 504 v. Chr. die Expansion der Etrusker nach Latium verhinderte, Rom indirekt endgültig vom Königtum etruskischer Fremdherrscher befreite und so die Entwicklung zur Adelsrepublik ermöglichte.

## Leben und Karriere als Feldherr und Politiker

### Biographisches: Herkunft, Lebensdaten und Bedeutung des Beinamens
Aristodemos war Bürger der reichen griechischen Polis Kyme (lat. Cumae, ital. Cuma), die in der süditalienischen Region Kampanien nordwestlich von Neapel gelegen war. Er war der Sohn des Aristokrates und muss zu einem nicht genau überlieferten Datum um die Mitte des 6. Jahrhunderts v. Chr. geboren sein. Er gehörte der begüterten aristokratischen Oberschicht an, die damals eine leitende Stellung in dem Gemeinwesen ausübte. Im Gegensatz zum Geburtsdatum lässt sich das Datum seines gewaltsamen Todes auf das Jahr 491/90 v. Chr. aus seiner Tyrannis berechnen, die ihn der Historiker Dionysios von Halikarnassos im 7. Buch seiner Römischen Geschichte (lat. Antiquitates Romanae) 14 Jahre lang von ca. 505/504 bis 491/90 v. Chr. ausüben lässt.
Den Beinamen Malakos (der Weichliche) hatte man dem jugendlichen Aristodemos wegen seiner Haartracht gegeben. Er blieb ihm auch weiterhin erhalten, zumal er später als Tyrann die standesgemäße Betätigung und Ertüchtigung der vornehmen Jugend mit allen Mitteln zu verhindern suchte.

### Aristodemos als kriegstüchtiger Feldherr und Volksführer 524 v. Chr.: Sein erster Sieg in der Schlacht gegen die Etrusker vor Kyme
Ins Rampenlicht der Geschichte trat er 524 v. Chr. Es gelang ihm, die Etrusker, Umbrer und Daunier vor seiner Heimatstadt in einer Reiterschlacht zu besiegen und der Expansion der Etrusker nach Kampanien Einhalt zu gebieten. Dabei zeichnete er sich besonders aus, da er sich allein dem gegnerischen Oberbefehlshaber entgegenstellte und ihn erschlug. Als man in der Polis diskutierte, wem der Preis für die größte Tapferkeit gebühre, wollten ihm die unparteiischen Richter und das Volk den Preis zuerkennen, doch die aristokratischen Machthaber und der Adelsrat vergaben die Auszeichnung an Hippomedon, den Befehlshaber der Reiterei. Erbittert über die mangelnde Anerkennung seiner Heldentat wandte er sich von seinen Standesgenossen ab und war von nun an „Prostátēs tou dēmou,“ „Vorsteher des Demos.“ Seine volksfreundliche Politik, sein Einsatz für viele Arme, die er aus eigenen Mitteln unterstützte, und seine Kritik an den aristokratischen Machthabern, die sich am Besitz der Allgemeinheit bereichern würden, machten ihn den führenden Leuten der Aristokratie ebenso verhasst wie gefürchtet.

### Aufstieg vom „Demagogen“ und „Strategen“ zum Tyrannen von Kyme nach dem zweiten Sieg gegen die Etrusker in der Schlacht von Aricia 505/504 v.
Zwanzig Jahre später, 505/504 v. Chr., rief die Stadt Aricia, die an der Spitze des Latinerbundes stand, Kyme um Hilfe gegen Arruns Porsenna. Arruns war der Sohn des etruskischen Königs von Clusium (heute Chiusi) Lars Porsenna. Dieser hatte an der Spitze einer Kriegertruppe um 508/507 v. Chr., vielleicht im Einverständnis mit der römischen Oberschicht, den etruskischen König Roms, Tarquinius Superbus, gestürzt, dann aber selbst Rom als Basis für Raubzüge nach Latium genutzt. Er wurde der „achte König“ der Stadt am Tiber. Seinen Sohn Arruns hatte er mit dem halben Heer nach Aricia ausgeschickt, da der Jüngling sich eine eigene Herrschaft in Latium gründen wollte. Dieser belagerte nun Aricia und hoffte die Stadt, deren Bewohner er hinter die Mauern zurückgetrieben hatte, in Kürze auszuhungern.
Als die Gesandten aus Aricia in Kyme ihr Hilfegesuch vorgetragen hatten, überredeten die Führer der Aristokratie das Volk, Aricia 2000 Mann zu Hilfe zu schicken und ernannten Aristodemos angeblich wegen seiner glänzenden militärischen Erfolge in früherer Zeit zum „Strategen.“ In Wirklichkeit wollten sie den verhassten Aristodemos loswerden. Daher setzten sie alles daran, ihn entweder im Kampf gegen die Etrusker zu Lande oder auf See umkommen zu lassen. Als sie der Adelsrat ermächtigte, die nötigen Truppen für die Waffenhilfe auszuwählen, „nahmen sie keine Männer von Rang und Namen, sondern wählten die Ärmsten und Gewissenlosesten aus der Masse des Volkes, Leute, von denen sie ständig Aufruhr befürchten mussten, und füllten damit das Hilfskorps auf. Dann ließen sie zehn alte, kaum seetüchtige Schiffe zu Wasser, die von den ärmsten Kymäern befehligt wurden, und verluden die Truppen darauf, wobei sie allen den Tod androhten, die dem Aufgebot nicht Folge leisteten.“ Obwohl Aristodemos die wahren Absichten seiner politischen Gegner durchschaute, nahm er das Kommando an. Nach einer beschwerlichen und gefährlichen Seefahrt landete er in der Nähe von Aricia und zog mit dem größten Teil seiner Streitmacht noch in der Nacht vor die Mauern der Stadt, wo er nach seiner Ankunft bei Morgengrauen einen großen Sieg über die Etrusker errang, nachdem er ihren Anführer Arruns mit eigener Hand erschlagen hatte. Auf die Nachricht vom Tod seines Sohnes Arruns gab sein Vater Rom auf und kehrte in seine angestammte Königsresidenz nach Clusium zurück. So setzte der Sieg des Aristodemos 504 v. Chr. der etruskischen Fremdherrschaft in Rom ein Ende und erlaubte die Entwicklung zur römischen Adelsrepublik. Nachdem Aristodemos die Offensivkraft Clusiums mit seinem Sieg gebrochen hatte, blockierten die unabhängig gewordenen Latinerstädte der albanischen Hügel den etruskischen Kampanienhandel durch Latium. Porsenna musste Frieden mit den Römern schließen. Dieser dauerhafte Frieden ermöglichte es den Römern, den Latinern des Albanergebietes elf Jahre nach ihrer schmachvollen Unterwerfung unter das zunächst drückende Regime des etruskischen Königs in der Schlacht am See Regillus 496 v. Chr. siegreich entgegenzutreten und die Führung des Latinerbundes an Stelle von Aricia zu übernehmen (s. u.).
Der Sieg des Aristodemos über die Etrusker war auch den frühesten römischen Geschichtsschreibern bekannt, die diese Information letztlich der kymäischen Chronik verdankten. Sie verbanden sie historisch korrekt mit dem Angriff des Königs von Clusium, Lars Porsenna, der sich Rom unterwarf. An diese Eroberung, die mit harter Unterdrückung, später mit Aussöhnung verbunden war, erinnerten sich die Römer noch in der Kaiserzeit.
Aristodemos bedachte seine Soldaten nach dem Sieg von Aricia großzügig aus der Beute und verpflichtete sie sich durch Eidschwur zu bedingungsloser Gefolgschaft. Mit reichen Ehrengeschenken der dankbaren Latiner und zahlreichen Kriegsgefangenen kehrte er nach Kyme zurück. Er ließ letztere gegen Lösegeld frei und verstärkte mit ihnen seinen Anhang. Anlässlich seiner Rechenschaftsablage vor dem Rat ließ er die versammelten Häupter der Aristokraten, die ihn in das „Todeskommando“ geschickt hatten, von seinen Leuten niedermetzeln, Burg, Schiffswerften und feste Plätze besetzen und zum Tode Verurteilte aus der Haft entlassen. Aus ihnen und den freigelassenen etruskischen Kriegsgefangenen bildete er eine Leibgarde. Dann berief er eine Volksversammlung ein, auf der er sich mit Notwehr rechtfertigte, dass er zahlreiche der reichen Oligarchen, die ihm nach dem Leben getrachtet hätten, liquidiert habe, und versprach den übrigen Bürgern „Freiheit, gleiches Rederecht und viele andere Wohltaten“. Der Masse der verarmten und verschuldeten Bauern stellte er „eine Neuverteilung des Bodens“ und „Aufhebung der Schulden“ in Aussicht, „die zwei schlimmsten Übel, die jede Tyrannis als Vorspiel benutzt.“ Genau so kam es dann: Aristodemos versprach zunächst, sich für dieses Programm einzusetzen, sobald er für eine begrenzte Zeit „zum Strategós autokrátor ernannt worden sei, bis die öffentliche Sicherheit und Ordnung wiederhergestellt sei und sie eine demokratische Verfassung eingerichtet hätten.“
Der griechische Terminus „Strategós autokrátor“ entspricht der lat. Begriff des (Notstands-)"Dictators" und steht hier synonym für „Aisymnetie“ oder nach Aristoteles eine „gewählte Tyrannis“, d. h. eine verfassungsgemäße, weil zeitlich begrenzte Notstandsdiktatur zur Wiederherstellung der staatlichen Sicherheit und Ordnung sowie der Konstituierung einer neuen, wie im vorliegenden Fall, „demokratischen“ Verfassung. Historische Musterbeispiele für diese legale Form der Tyrannis sind Solon von Athen und sein Zeitgenosse Pittakos von Mytilene auf Lesbos.
Nur allzu „gerne nahm die Masse des niederen und schlechten Demos den Raub des fremden Eigentums an.“
So wurde er zum legalen Notstandsbevollmächtigten gewählt. Doch wenig später leitete er diese „Aisymnetie“ oder „Strategia autokratoros“ durch einen Staatsstreich in eine widerrechtliche Tyrannis im strengen Sinn des Wortes über.

## 14 Jahre Schreckensregiment als Tyrann von 505/04-491/90 v. Chr.

### Die Festigung der usurpierten Tyrannis ab 504 v. Chr.
Aristodemos erfüllte nämlich nicht die Versprechen, die er als Aisymnet abgegeben hatte: Eine demokratische Ordnung einzurichten. Außerdem behielt er die diktatorischen Vollmachten dauerhaft bis an sein Lebensende bei, anstatt sie nach einer bestimmten Zeit, nämlich der Beendigung des Verfassungsnotstandes, freiwillig zurückzugeben und die Autonomie der Polis wiederherzustellen. Dazu kam, dass er die Bürger nicht wie versprochen, von der Willkürherrschaft der Oligarchen „befreite“, sondern im Gegenteil „ihnen allen die Freiheit nahm:“ Er erreichte dies durch eine List, mit der den wehrfähigen Demos überredete, sich selbst zu entwaffnen. Daraufhin festigte er seine Tyrannis mit drei Schutzmaßnahmen. Die erste bestand aus den gewissenlosesten und schlechtesten Bürgern, mit denen er den Sieg über die Etrusker errungen und mit deren Hilfe er die aristokratische Verfassung aufgelöst hatte; die zweite aus den gottlosesten Sklaven, die ihre Herren getötet hatten und denen er selbst die Freiheit gab und die dritte aus 2000 kampferprobten nichtgriechischen Söldnern. Er soll ferner Standbilder, welche die von ihm ermordeten Aristokraten sowohl auf sakralen wie profanen Plätzen errichtet hatten, beseitigt und durch sein eigenes ersetzt, ihre Häuser und Liegenschaften konfisziert und an die verteilt haben, die ihm bei der Errichtung seiner Tyrannis geholfen hatten. Gold, Silber und andere Wertgegenstände behielt er für sich. So bestätigte er durch sein Beispiel die geschichtliche Erfahrung, dass die Aisymnetie und das Programm der „Landaufteilung“ wie meist in der archaischen Epoche Griechenlands tatsächlich das „Vorspiel“ zur echten Tyrannis war. Die meisten und größten Geschenke aber machte er den Sklaven, die ihre Herren umgebracht hatten. Daher forderten diese, auch noch die Witwen bzw. Töchter der Herren zu ehelichen.

### Der Sieg der Römer in der Schlacht am See Regillus 496 v. Chr.: Die letzte Zuflucht des vorletzten etruskischen Königs Lucius Tarquinius Superbus von Rom bei Aristodemos von Kyme
496 v. Chr. errang das Reiterheer der erst seit kurzem bestehenden Adelsrepublik Rom unter der Führung des Konsuls A. Postumius Albinus „Regillensis“ am Lacus Regillus  einen Sieg über den Latinerbund unter Führung von Aricia. Der Regillus war ein Vulkansee im Gemeindegebiet von Tusculum nahe Frascati, der heute ausgetrocknet ist und Pantano Secco heißt. Das latinische Bundesheer wurde von L. Tarquinius Superbus kommandiert, der sich Hoffnungen machte, im Falle eines Sieges sein verlorenes Königtum über Rom zurückzugewinnen. Mit der Niederlage musste er den Plan einer Rückkehr in die Tiberstadt endgültig aufgeben. Er suchte und fand mit seinem Anhang Zuflucht bei dem Tyrannen Aristodemos von Kyme, wo er bald darauf hochbetagt gestorben sein soll. Dass Aristodemos für die Sache des Tarquiniers eintrat, der von Lars Porsenna vom Thron gestürzt worden war, dürfte glaubwürdig sein. Da mag die Solidarität von Tyrannen, die in der griechischen Welt mehrfach begegnet, als Motiv eine wichtige Rolle gespielt haben; denn beide hatten Lars Porsenna und/oder dessen Sohn Arruns zum Feind und den Adel ihrer Städte als gemeinsamen Gegner.

### Der gewaltsame Sturz und die qualvolle Tötung des Tyrannen und seines ganzen Hauses durch die Söhne der von ihm ermordeten Aristokraten um 490 v. Chr.
Vierzehn Jahre, von ca. 505/504-491/90 v. Chr., hatte die Tyrannis des Aristodemos Bestand, von der fast nur Gewalttaten schlimmster Art überliefert werden. Auch wenn einzelne Maßnahmen Zweifel wecken, „steckt doch in der Tradition, die nur von dem willkürlichen und grausamen Schalten des Aristodemos zu berichten weiß,...eine tiefere Wahrheit.“
491/490 v. Chr. gelang es den Söhnen der entmachteten und getöteten Aristokraten, mit Söldnern die Stadt Kyme zu erobern. Sie nahmen furchtbare Rache an dem Tyrannen und folterten ihn mit schweren Martern qualvoll zu Tode, ihn, seine Kinder, seine Frauen und restlichen Verwandten. Dann beriefen sie eine Volksversammlung ein, legten ihre Waffen nieder und stellten die frühere aristokratische Verfassung wieder her. Nach Plutarch (a. O.) war Xenokrite, die Tochter eines verbannten Adligen, die der Tyrann zur Frau genommen hatte, wesentlich an dem Aufstand gegen ihren Gatten beteiligt und blieb daher von dem blutigen Gemetzel ausgespart. Die Geschichte ist jedoch unglaubwürdig, da sie nicht durch die Lokalchronik von Kyme bestätigt wird. Im Gegenteil bezeugt diese nach Dionysios von Halikarnassos, Ant. VII 11,4 ausdrücklich, dass keines der Kinder, keine der Frauen und
keiner der übrigen Verwandten überlebten.